# 南帕拉
南帕拉（Nanpara），是印度北方邦Bahraich县的一个城镇。总人口42771（2001年）。

## 人口
该地2001年总人口42771人，其中男性22591人，女性20180人；0—6岁人口7689人，其中男3925人，女3764人；识字率49.81%，其中男性为53.86%，女性为45.28%。